# Tour Triangle
La Tour Triangle (Torre Triángulo), también conocido como Projet Triangle o simplemente Triangle, es un rascacielos en construcción en el XV Distrito de París. Diseñado por el estudio de arquitectura suizo Herzog & de Meuron, tendrá la forma de una pirámide de cristal de 180 metros y una base trapezoidal, más ancha por un lado que por el otro.

## Historia
Los planes para la construcción de la torre fueron rechazados inicialmente por el Ayuntamiento de París el 17 de noviembre de 2014. Una segunda votación el 30 de junio de 2015 aprobó definitivamente su construcción. Desde el principio el proyecto ha levantado cierta controversia debido a su altura y al impacto visual en el panorama de la capital francesa. Este será el primer rascacielos que se construirá en el centro de París desde 1973, año en el que se inauguró la Tour Montparnasse.
Philippe Goujon, alcalde del XV Distrito de París desde 2008, solicitó al ayuntamiento posponer las obras, argumentando que el edificio ya no es relevante para las necesidades de las empresas a raíz de la pandemia de COVID-19.
La construcción del edificio se inició a finales de 2021 y se espera que esté finalizado en 2026, 12 años más tarde de lo planeado originalmente.